# Kheros
Albums de Furia
Re-Birth
(2005) Blast n' Fuck
(2008)
Kheros est le troisième album de Furia. Ils se sont détachés de leur style principal.

## Pistes
1. The Descent Of A Warrior
2. The Imperfection Of The Soul
3. Errare Humanum Est
4. Dogma's Fall
5. Isolement
6. Insomnia
7. A Heart In Escape'
8. Lamentation
9. Evil Spell Approval
10. Declaration Of War
11. End Of A Belief, The Beginning Of A Truth
12. The Result Of A Destiny

## Membres
- Damien - chant
- Stéphanne - guitare lead
- Mickael - guitare rythmique
- Guillaume - Basse
- Mehdi - clavier
- Julien - Batterie

## Invités
- Asphodel - voix aditionelle
- Eric - voix aditionelle
- Frank Arnaud - voix aditionelle